# Harlene
Harlene ist eine Jazzkomposition von Charles Mingus.

## Der Titel
Charles Mingus konnte nach 1977, durch seine Muskelerkrankung auf einen Rollstuhl angewiesen, seine letzten Kompositionen nur noch singen und auf einen Kassettenrekorder aufnehmen. „Harlene“ war die letzte Komposition, die er auf diese Weise schuf.
Jemand trat in dieser Zeit an Charles Mingus heran, ob er als musikalischer Direktor für einen Film über den Poeten Jack Kerouac dienen könne - Harlene war eine der Figuren in diesem Film, ein Seitensprung oder eine Freundin von Kerouac.
Charles Mingus Stimme war da schon sehr gebrechlich - und Alex Foster fängt dessen körperlichen Zustand auf dem Album der Mingus Dynasty The Next Generation von 1991 mit seinem Sopransaxophon einfühlsam ein.

## Diskographischer Hinweis
- Mingus Dynasty - The Next Generation Performs Charles Mingus Brand New Compositions (Columbia/Sony, 1991)